# Armin Kremer

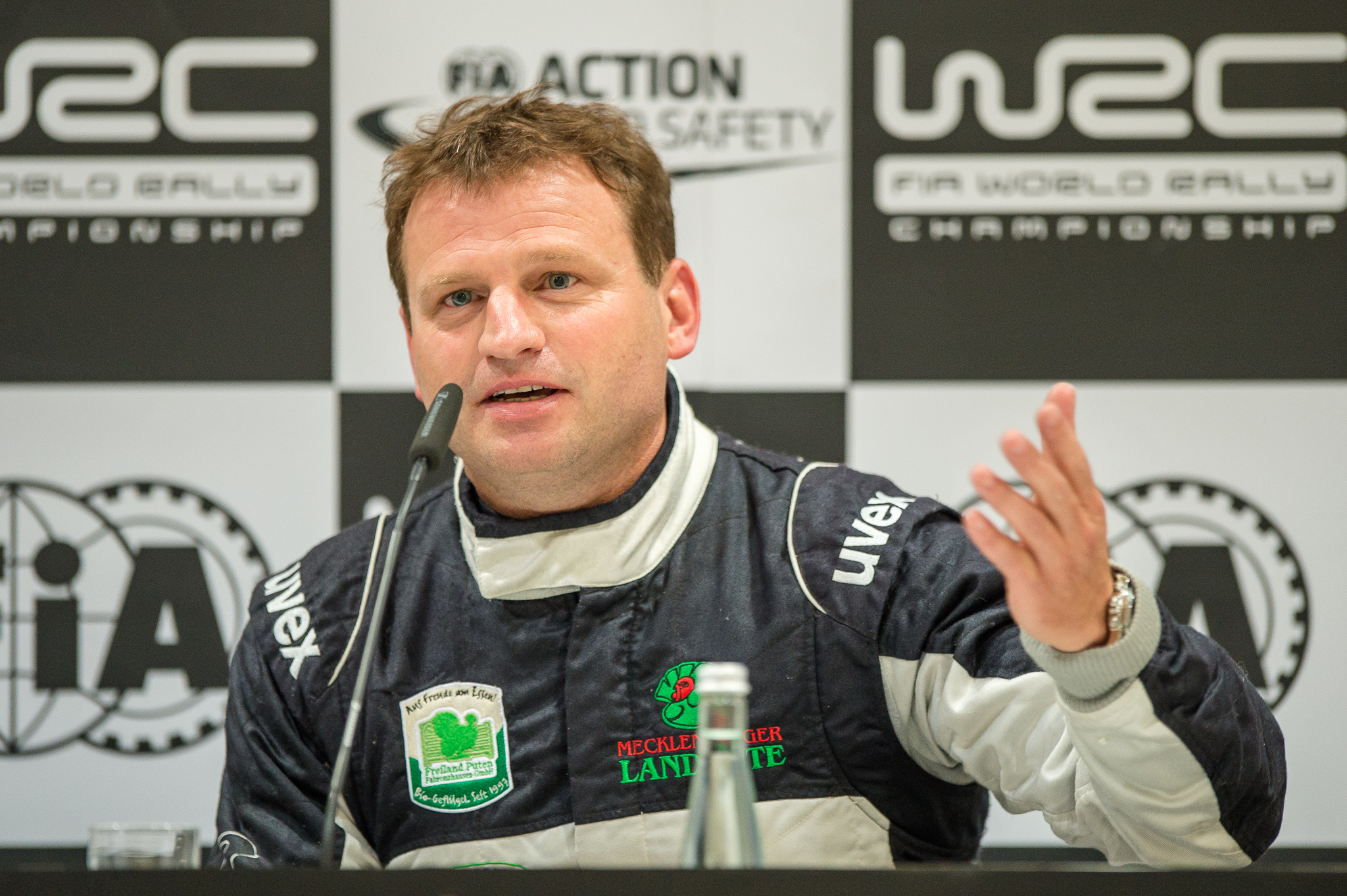
Armin Kremer (2014)

Armin Kremer (* 4. Dezember 1968 in Crivitz) ist ein deutscher Rallyefahrer. Er war Europameister 2001 und Deutscher Rallyemeister 1996, 1998 und 1999, außerdem gewann er die APRC 2003.
Nachdem er zuletzt nur noch bei Rallye Raids, wie dem Baja 1000 antrat, startete er bei der Rallye Argentinien 2011 in einem Mitsubishi Lancer Evo X und 2012 in einem Subaru Impreza WRX.
Kremer ist gelegentlich auch als Experte bei Rallye-Übertragungen des TV-Senders Eurosport tätig.

## Unfall bei der Rallye Deutschland 1997
Am 4. Juli 1997 verunglückte Kremer mit seinem Subaru Impreza bei der neunten Wertungsprüfung der Rallye Deutschland schwer. Das Fahrzeug prallte auf der Landesstraße 85 zwischen Blasweiler und Heckenbach an einen Baum, überschlug sich und fing sofort Feuer. Während Kremer sich noch aus dem brennenden Fahrzeug retten konnte, verbrannte sein Beifahrer und Jugendfreund Sven Behling im Wrack.

## Zitate
„Kremer gilt als eines der größten Talente im deutschen Rallyesport.“